# Brown Lake
Brown Lake är en sjö i Australien. Den ligger i kommunen Redland och delstaten Queensland, omkring 40 kilometer öster om delstatshuvudstaden Brisbane. Den ligger på ön North Stradbroke Island.
I omgivningarna runt Brown Lake växer i huvudsak städsegrön lövskog. Runt Brown Lake är det glesbefolkat, med 19 invånare per kvadratkilometer. Genomsnittlig årsnederbörd är 1 424 millimeter. Den regnigaste månaden är januari, med i genomsnitt 275 mm nederbörd, och den torraste är oktober, med 21 mm nederbörd.